# Phytophthora capsici

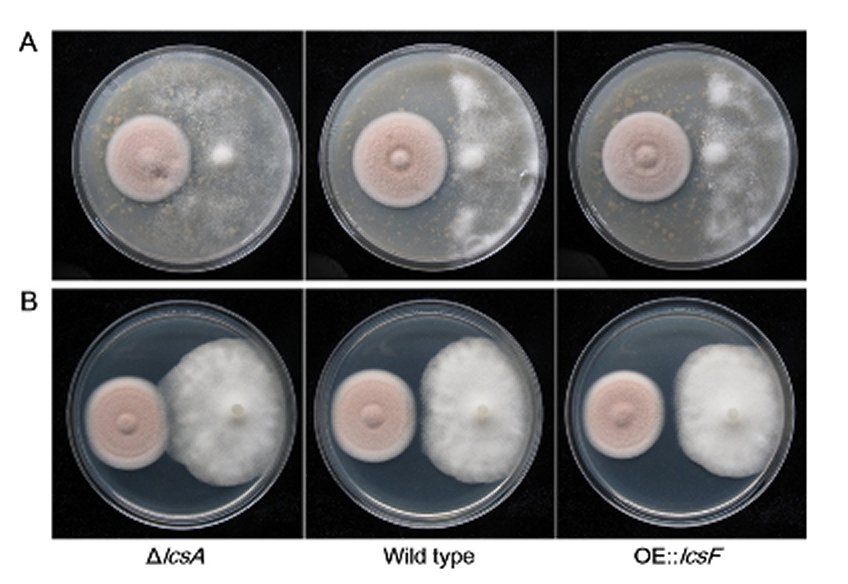
Antagonizm między koloniami Purpureocillium lilacinum i Phytophthora capsici

Phytophthora capsici Leonian – gatunek organizmów należący do grzybopodobnych lęgniowców. U licznych gatunków roślin wywołuje chorobę zwaną fytoftorozą.

## Systematyka i nazewnictwo
Pozycja w klasyfikacji według Index Fungorum: Phytophthora, Peronosporaceae, Peronosporales, Peronosporidae, Peronosporea, Incertae sedis, Oomycota, Chromista.
Po raz pierwszy takson ten wykrył i opisał w 1922 r. Leon Hatchig Leonian w Nowym Meksyku. Synonim: Phytophthora parasitica var. capsici (Leonian) Sarej. 1936

## Morfologia i rozwój
Strzępki dość grube, o szerokości 5–7 µm. Sporangiofory rozgałęziające się nieregularnie, u podstawy zwężające się, czasem nieznacznie rozszerzające. Chlamydospor brak lub rzadkie. Zarodnie często nieregularne, prawie kuliste, szeroko jajowate lub wydłużone, 30–60-100 × 25–35 µm, często zniekształcone i z więcej niż jedną brodawką wierzchołkową, osadzone na trzoneczkach (pedicels) o długości 10 µm lub dłuższej. Lęgnia często występuje w pojedynczych hodowlach niektórych izolatów. Ma średnicę 30–39 µm, jej ściana początkowo szklista, później żółtawobrązowa. Plemnia o wymiarach 15 × 17 µm. Oospory prawie wypełniające lęgnię, cienkościenne.
Kultury na podłożach hodowlanych drobno promieniste, puszyste. Minimalna temperatura wzrostu 10 °C, maksymalna 35 °C, optymalna 28 °C.

## Występowanie i siedlisko
Znane jest występowanie Phytophthora capsici w Ameryce Północnej (Kanada, USA, Meksyk), Ameryce Środkowej i Południowej, Indiach Zachodnich, Europie, Azji (Chiny Indie, Iran, Izrael, Japonia, Korea, Liban, Malezja, Arabia Saudyjska, Turcja) oraz na Wybrzeżu Kości Słoniowej w Afryce i w Australii. W Polsce patogen ten znany jest od 1970 roku.
Phytophthora capsici rozprzestrzenia się przez rozprysk wody, przez glebę, a także poprzez bezpośredni kontakt owoców podczas ich transportu. Żywicielami jest dość szeroka grupa gatunków roślin z rodziny dyniowatych, psiankowatych (papryka, bakłażan, pomidor) i bobowatych. W 1967 r. M.M. Satour i E.E. Butler wykryli 45 gatunków roślin uprawnych i chwastów podatnych na tego patogena. Wywołuje m.in. zgniliznę podstawy pędów papryki, zgniliznę pierścieniową pomidora i fytoftorozę dyniowatych.